# Dinastija Nanda
Dinastija Nanda je bila dinastija, ki je vladala osrednjemu delu današnje Indije med leti okoli 350 pr.n.št in 320 pr. n. št.
Prvi kralj dinastije Nanda, Mahapadma naj bi izviral iz vrst nižjega plemstva, v boju za prestol pa naj bi dal pobiti številne člane plemstva kšatrija. Dinastija naj bi svojo moč gradila okoli mogočne vojske, ki je po zapisih zahodnih zgodovinopiscev obsegala 200.000 pešakov, 20.000 jezdecev, 3000 bojnih slonov in 2000 bojnih vozov. 
Propad države in dinastije sovpada z bojnim pohodom Aleksandra Velikega v Indijo in njegovo osvojitvijo Pandžaba.